# Vacanze d'inverno
Vacanze d'inverno è un film italiano del 1959 diretto da Camillo Mastrocinque.

## Trama
Cortina d'Ampezzo; il ragionier Moretti giunge assieme alla figlia Titti, per via di un concorso da lei vinto alla televisione. Durante le vacanze invernali si svolgono dei divertenti intrallazzi sentimentali tra i numerosi personaggi.
Il film ha chiaramente ispirato l'episodio sulla neve nel film "Fantozzi" che infatti ha omaggiato "Vacanze d'inverno" con numerose citazioni, dal "buongiorno Contessa" alla scena della tragica sciata di gruppo tra un piccolo ragioniere e l'aristocrazia che frequenta gli esclusivi luoghi invernali.